# Free at Last (album de Free)
Pour les articles homonymes, voir Free at Last.
Albums de Free
Free Live!
(1971) Heartbreaker
(1973)
Free at Last est le cinquième album studio du groupe Free, paru en 1972. Ils se sont séparés en 1971 en raison de différends entre le chanteur Paul Rodgers et le bassiste Andy Fraser, ainsi que des problèmes de drogue du guitariste Paul Kossov, mais se sont ensuite reformé en 1972. Ce sera le dernier album avec le bassiste Andy Fraser qui sera remplacé par le japonais Tetsu Yamauchi, d'autres musiciens se joindront à la formation pour le prochain album Heartbreaker, John Rabbitt Bundrick aux claviers ainsi que Snuffy Walden à la guitare rythmique. 

## Liste des chansons
1. Catch A Train - 3:32
2. Soldier Boy - 2:51
3. Magic Ship - 5:23
4. Sail On - 3:06
5. Travellin' Man - 3:23
6. Little Bit Of Love - 2:35
7. Guardian Of The Universe - 5:32
8. Child - 5:19
9. Goodbye - 5:15

## Pièces bonus sur la réédition de 2002
- Burnin' (Molden gold) - (Kossof) 5:57 - Prise Alternative
- Honky Tonk Women - (Jagger/Richards) 3:13
- Magic Ship - 5:28 - Mix alternatif
- Little bit of love - 2:37 - Mix alternatif
- Guardian of the universe - 6:07 - Version solo de Paul Rodgers
- Child - 5:20 - Version alternative

## Personnel
- Paul Rodgers : Chant, piano
- Paul Kossoff : Guitare solo et rythmique
- Andy Fraser : Basse
- Simon Kirke : Batterie, percussions